# Volo Aeroflot 3739 (1976)
Il volo Aeroflot 3739 (in russo Рейс 3739 Аэрофлота?, Rejs 3739 Aeroflota) era un volo interno regolarmente programmato da Irkutsk all'Aeroporto di Leningrado-Pulkovo (con una sosta a Tolmacëvo) schiantatosi durante il decollo dall'Aeroporto di Irkutsk, il 9 febbraio 1976. Morirono 24 delle 114 persone a bordo.

## L'aereo e l'equipaggio
L'aereo coinvolto nell'incidente era un Tupolev Tu-104A registrato ad Aeroflot. L'aereo effettuò il suo primo volo il 26 novembre 1956 ed era stato consegnato a Irkutsk nel dicembre 1957 dopo essere stato utilizzato per voli di prova. L'aereo era originariamente configurato per ospitare 70 passeggeri, ma successivamente viene riorganizzato per ospitarne 85. Al momento dell'incidente l'aereo aveva accumulato 22.069 ore di volo e subito 10.308 cicli di pressurizzazione.
L'equipaggio della cabina di pilotaggio era composto da:
- Ivan Nikolaevič Svistunov in servizio come comandante e pilota ai comandi
- Anatolij Fedorovič Grafenkov in qualità di copilota
- Jurij Michailovič Krasnojarsk in qualità di navigatore
- Vladimir Nikolaevič Dubrovskij era un navigatore in formazione
- Nikolaj Efimovič Konšin come ingegnere di volo
- German Vladimirovič Firstov fungeva da operatore radio

L'equipaggio di cabina era composto da quattro assistenti di volo.

## Cronologia degli eventi
Nonostante avessero solo 85 posti in cabina, furono 104 i passeggeri che salirono a bordo dell'aereo. All'equipaggio era stato permesso di far salire a bordo più passeggeri, quattro dei quali con il biglietto aereo, uno dei quali era il figlio adulto dell'operatore radio Firstov, privo di biglietto. Due dei passeggeri non seduti furono sistemati nei bagni, due nella parte anteriore dell'aereo e il figlio dell'operatore radio seduto in cabina di pilotaggio. Nessuno dei cinque passeggeri aggiuntivi venne elencato nei documenti di volo. Non è del tutto chiaro dove si trovassero i restanti passeggeri senza posto a sedere. Il volo 3739 iniziò la corsa per il decollo da Irkutsk alle 8:15 ora locale con un rilevamento di 116°. Durante il decollo l'aereo iniziò a rollare a destra, ma con notevole sforzo i piloti fecero virare l'aereo di 20° a sinistra nel tentativo di livellarlo. Il Tupolev si staccò dalla pista a 300 km/h, quando i piloti furono in grado di livellare temporaneamente l'aereo, solo per consentire al velivolo di riprendere la virata a destra a 30 metri. Perdendo rapidamente quota, l'aereo si schiantò otto secondi dopo essersi staccato dalla pista con un angolo di inclinazione di 70°, a soli 180 metri oltre l'estremità sud-est della pista. Un Tupolev Tu-154 della Chosonminhang, registrato come P-551, rimase danneggiato dopo essere stato colpito dal velivolo dell'Aeroflot durante l'incidente.

## Le indagini

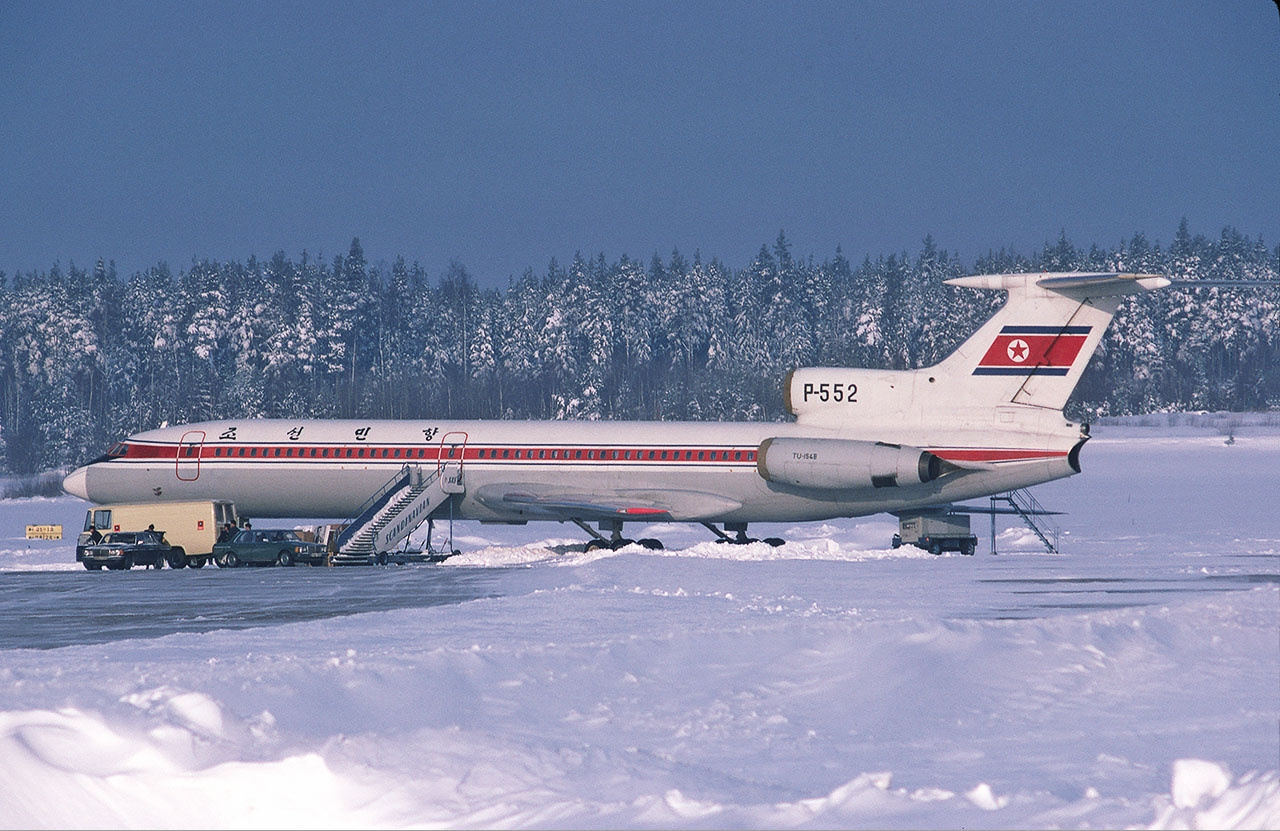
Un Tupolev Tu-154 della Chosonminhang, simile all'aereo colpito dai detriti.

Gli investigatori inizialmente sospettavano che l'ala destra fosse stata modificata durante la manutenzione in modo tale da provocare uno squilibrio aerodinamico. A conferma di questa ipotesi, i resti dell'ala destra vennero inviati all'Istituto Centrale Aeroidrodinamico, dove gli ingegneri conclusero che l'ala destra funzionava correttamente fino al momento dell'impatto. Gli investigatori ricrearono la traiettoria di volo fino allo schianto su un altro Tupolev Tu-104 e pubblicarono i loro risultati. I test di volo mostrarono che il Tupolev Tu-104 era incline a piegarsi in caso di vento laterale. Nella situazione di bassa quota, la risposta del pilota alla regolazione degli alettoni non era sufficiente; la manovra corretta sarebbe stata quella di tirare indietro bruscamente le manette. La conclusione fu che non appena si staccò dalla pista l'aereo superò l'angolo di decollo, raccomandato dal manuale di volo, di 2-3°, raggiungendo talvolta un pericoloso angolo 3-4°; venne ipotizzato che il vento avesse spinto l'ala destra a rollare. I calcoli mostrarono che i serbatoi di destra contenevano circa 1300-1500 chili in più di carburante rispetto a quelli di sinistra, contribuendo al rollio.

## Cause
La commissione del Ministero dell'industria aeronautica dell'URSS incaricata di indagare sull'incidente concluse che le cause dell'incidente erano le seguenti;
1. l'aereo era stato rifornito in modo asimmetrico. I calcoli mostravano che i serbatoi di destra contenevano circa 1300-1500 chili di carburante in più rispetto al sinistro, causando il rollio a destra del Tupolev;
2. inadeguata risposta del pilota all'emergenza, ignorando l'angolo di incidenza automatico e l'allarme di sovraccarico per otto secondi prima di rispondere;
3. inclinazione verso destra aumentata dopo il distacco dalla pista che non poteva essere corretta solo con gli alettoni.[3]